# Murghab (huyện)
Bala Murghab là một huyện thuộc tỉnh Badghis, Afghanistan. Dân số thời điểm năm 1999 là 50,283 người.